# Secharja

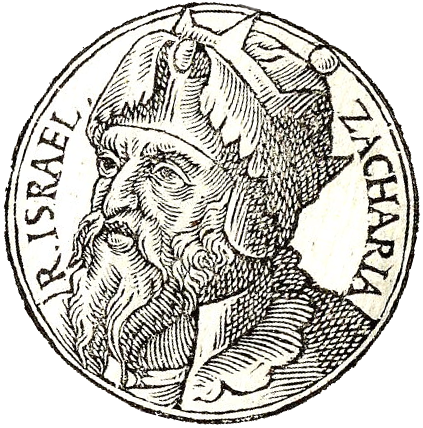
Secharja aus „Promptuarii Iconum Insigniorum“

Secharja (hebräisch זְכַרְיָה), der letzte Jehuide, war kurzzeitig König von Israel. Seine Regierungszeit wird auf die Jahre 746–745 v. Chr. (Albright) bzw. 753–752 v. Chr. datiert.

## Etymologie
Der hebräische Personenname „Secharja“ ist in zwei verschiedenen Schreibweisen überliefert: זְכַרְיָהוּ zəkharjāhû und זְכַרְיָה zəkharjāh. Es handelt sich um einen Verbalsatznamen, bestehend aus Subjekt und Prädikat. Subjekt (und zugleich theophores Element) ist eine Form von „JHWH“ (יָהוּ jāhû oder יָה jāh), das Prädikat leitet sich von der Verbwurzel זכר zkr, deutsch ‚erinnern‘ ab. Der Name lässt sich als „JHWH hat sich erinnert“ übersetzen. Die Septuaginta gibt den Namen als Ζαχαριας Zacharias wieder, die Vulgata als Zaccharias.

## Biblische Erzählung
Quelle für seine Herrschaft ist 2 Kön 15,8–11 . Danach regierte Secharja als Sohn und Nachfolger Jerobeams II. sechs Monate lang in Samaria. Seine Regierungszeit begann im 38. Regierungsjahr des Königs Asarja von Juda. Da er JHWH dem Bericht zufolge nicht gutgesinnt war und „tat, was dem Herrn missfiel“ (also andere Götter anbetete), zettelte Schallum, der Sohn des Jabesch, eine Verschwörung an und erschlug ihn in Jibleam. Dass die Linie von Jehu auf dem Thron Israels nur vier Generationen dauern sollte, war diesem so prophezeit worden (2 Kön 10,30 ). Schallum wurde König an Secharjas statt.